# Flambröstad solfågel
Flambröstad solfågel (Cinnyris solaris) är en fågel i familjen solfåglar inom ordningen tättingar.

## Utbredning och systematik
Flambröstad solfågel förekommer i Små Sundaöarna och delas upp i två underarter med följande utbredning:
- C. s. solaris – Sumbawa, Flores, Besar, Lomblen, Alor, Semau, Roti och Timor
- C. s. exquisitus – Wetar

## Status
Arten har ett begränsat utbredningsområde, men beståndet anses vara stabilt. IUCN kategoriserar arten som livskraftig.